# Metropolitan League
La Metropolitan League fu una lega calcistica che copriva la zona sud-est dell'Inghilterra.

## Storia
La lega è nata nel 1949, per volere della Southern Football League, per creare una seconda divisione. Il nome originario era Metropolitan & District League, ma nel 1959 è stato cambiato in Metropolitan League. Le squadre che componevano i campionati erano professionistiche o loro riserve o squadre giovanili, e la competizione è stata spesso descritta come una serie inferiore non ufficiale della Southern League. La lega aveva aggiunto una seconda divisione nel 1963, ma ha durato per una sola stagione.
Tuttavia, dato che il numero dei club era sceso a 12 nella stagione 1970-1971, e dato che molte squadre volevano unirsi alla Southern League, la lega si è fusa con la Greater London League per formare la Metropolitan-London League. Questa lega ha cessato di esistere nel 1975, quando si fuse con la Spartan League per formare la London Spartan League, per poi tornare a denominarsi Spartan League nel 1987.

## Albo d'oro
| Stagione  | Campione                  | vincitore Coppa di Lega | vincitore Coppa Professionale |
| --------- | ------------------------- | ----------------------- | ----------------------------- |
| 1949-1950 | St Neots                  | St Neots & District     |                               |
| 1950-1951 | Dagenham                  |                         |                               |
| 1951-1952 | Horsham                   |                         | Tonbridge riserve             |
| 1952-1953 | Tonbridge riserve         |                         | Tonbridge riserve             |
| 1953-1954 | Headington United riserve |                         |                               |
| 1954-1955 | Chelsea 'A'               |                         | Chelsea 'A'                   |
| 1955-1956 | Hastings United riserve   |                         |                               |
| 1956-1957 | Chelsea 'A'               |                         | Tonbridge riserve             |
| 1957-1958 | Chelsea 'A'               | West Ham United 'A'     |                               |
| 1958-1959 | Arsenal 'A'               |                         |                               |
| 1959-1960 | Luton Town 'A'            |                         | West Ham United 'A'           |
| 1960-1961 | Arsenal 'A'               | Arsenal 'A'             | Arsenal 'A'                   |
| 1961-1962 | Dartford riserve          |                         | Arsenal 'A'                   |
| 1962-1963 | Arsenal 'A'               |                         |                               |
| 1963-1964 | Charlton Athletic 'A'     | Tottenham Hotspur 'A'   |                               |
| 1964-1965 | Gillingham riserve        | Tottenham Hotspur 'A'   | St Neots Town                 |
| 1965-1966 | Bury Town                 | Arsenal 'A'             |                               |
| 1966-1967 | Tottenham Hotspur 'A'     | Brentwood Town          | West Ham United 'A'           |
| 1967-1968 | Chelmsford City riserve   | Bury Town               | Chelmsford City riserve       |
| 1968-1969 | Bury Town                 |                         | West Ham United 'A'           |
| 1969-1970 | Wellingborough Town       |                         |                               |
| 1970-1971 | Epping Town               | Cray Wanderers          | Bedford Town riserve          |

## Squadre partecipanti
Durante la sua esistenza, la lega ha avuto 67 membri (incluse le squadre di riserva):
- Arsenal 'A'
- Barnet riserve
- Bedford Town riserve
- Bexley United riserve
- Bletchley Town
- Braintee & Crittall Athletic
- Brentwood Town
- Brentwood Town riserve
- Brighton & Hove Albion 'A'
- Bury Town
- Callender Athletic
- Cambridge City riserve
- Canterbury City
- Charlton Athletic 'A'
- Chatham Town
- Chelmsford City riserve
- Chelsea 'A'

- Chertsey Town
- Chingford Town
- Chingford Town riserve
- Chipperfield
- Crawley Town
- Crawley Town riserve
- Cray Wanderers
- Croydon Rovers
- Dagenham
- Dartford riserve
- Dickinsons
- Didcot Town
- Dunstable Town
- Dunstable Town riserve
- Eastbourne United
- Epping Town
- Fulham 'A'

- Gillingham riserve
- Gravesend & Northfleet riserve
- Guildford City riserve
- Hastings United riserve
- Hatfield Town
- Haywards Heath
- Hillingdon Borough riserve
- Horsham
- Hove United
- Kettering Town riserve
- Leatherhead
- Luton Town 'A'
- Metropolitan Police
- Newbury Town
- Oxford United riserve
- Rainham Town
- Romford riserve

- Sheppey United
- Skyways
- Southwick
- St Neots Town
- Stevenage Athletic
- Stevenage Town riserve
- Tonbridge riserve
- Tottenham Hotspur 'A'
- Twickenham
- Vickers Armstrong
- Wellingborough Town
- West Ham United 'A'
- Wimbledon riserve
- Windsor & Eton
- Wokingham Town
- Woodford Town